# جزم سينائي
جزم سينائي او عصفور سيناء الوردي (الاسم العلمي: Carpodacus synoicus) (بالإنجليزية: Sinai rosefinch)‏ هو نوع من الطيور يتبع جنس الجزم من فصيلة الشرشوريات.